# PROFIenergy
PROFIenergy — коммуникационный протокол из профиля сети profinet,  который позволяет автоматизировать энергопотребление оборудования на производстве (например, роботизированные сборные камеры, лазерные резаки и подсистемы, такие как краски, линии) для управления через сеть profinet. Она контролирует потребление энергии во время плановых и внеплановых перерывах в производстве. Никаких внешних проводных систем требуются.

## Происхождение
Идея стандартизации энергоэффективности профиля пришла от Юргена Кюблера, сотрудника компании "Мерседес-Бенц" и была представлена группе автомобильных производителей в Германии AIDA group. AIDA включает в себя компании Ауди, БМВ, Мерседес-Бенц, Порше и Фольксваген. Рабочая группа ПИ, созданная для разработки нового профиля собирается издать спецификацию. В рабочую группу входят ABB, AIT, Bosch, Danfoss, Hilscher, ifak, Murr Elektronik, Phoenix Contact, SEW Eurodrive, SCA Schucker, Rexroth,  Siemens, компания KUKA and WZL.
PROFIenergy опирается на три производственных элемента, работающих вместе: управляющее устройство в автоматизации сети (как правило, ПЛК, но это может быть система надзора или специализированное управление энергопотреблением контроллера в одной сети), сети связи (сети profinet), и мощность потребления блока (который может представлять собой одно устройство или деталь оборудования, ячейки или даже большие подсистемы).
В PROFIenergy механизмы переключения находятся внутри энергопотребителя. Никакой дополнительной жёсткой привязки не требуется. Регулирующее устройство передаёт сигналы через PROFINET, чтобы оповестить, когда случаются производственные паузы. Они могут быть в известное время, или в ответ на случайные условия, например, поломки. Каждый блок затем решает, каким образом эта информация будет обрабатываться.
Продавцы оборудования осуществляют стратегию управления энергетикой путём внедрения программного обеспечения "агент" в прошивку оборудования. Он отвечает на команды PROFIenergy способом, соответствующим оборудованию. Например, производственной ячейке может понадобиться чтобы конвейер замедлился, прежде чем робот сможет быть переведён в ‘спящий’ режим. Если Длительность паузы достаточно долгая, возможно, что ЭБУ может быть полностью отключён. Чтобы быть готовым к повторному пуску по требованию, его конвейер должен быть перезапущен заранее. Многоуровневые ‘режимы сна’ также не исключены.
PROFIenergy, может передавать информацию о потребляющей мощности назад к диспетчеру, для поддержки более сложных схем экономии энергии, включая управление пиковыми нагрузками. Другое, неэлектрическое, энергоёмкое оборудование также может быть управляемым.

## Варианты (случаи) использования
Profinet использует нециклические места коммуникационного протокола PROFINET и не вмешивается в сосуществующие процессы автоматизации. Команды основываются на следующих вариантах использования:
Краткая паузы (скажем, до одного часа) — в общем, такие паузы планируются — например, обеденное время перерыва — включённые устройства будут регулярно отключаться. И защищены с помощью функций безопасности. При перезапуске система перезапускает устройства в выключателе в определённой последовательности и проверяет, все ли они запущены правильно. Тогда производственный процесс возобновляется.
Длинные паузы (как правило, часы или дни) — они аналогичны приведённым выше, но дополнительные устройства могут быть введены в режим ожидания или выключаться полностью, или может быть инициирован режим более глубокого "сна".
Незапланированные паузы (как правило, перебои) — эти паузы тоже похожи, но пользователь не знает, их длительность и когда они произойдут. Изначально, устройства помещаются в состояние ‘стоп’ для снижения потребления энергии. В зависимости от продолжительности, оборудование может быть включено в дальнейшее энергосберегающие положение, если это потребуется.
Измерение и визуализация нагрузки — это данные, полученные от оборудования, или непосредственно (с помощью приборов) или неявно (зная электрические параметры). Зная, когда, где и сколько потребуется энергии, можно перейти к более эффективной энергетической стратегии. Энергопотребление машины также может быть визуализировано и архивировано на HMI. Это означает, что полуавтоматические (т. е. частично ручные) ответы тоже возможны. Это также означает, что другие энергоёмкие процессы, такие как пневматика, паровой или гидравлической системы может также управляться через сеть.